# Leontice ewersmanni
Leontice ewersmanni là một loài thực vật có hoa trong họ Hoàng mộc. Loài này được Bunge mô tả khoa học đầu tiên.